# Daniel David Ntanda Nsereko
Daniel Nsereko (27 november 1941) is een Oegandees rechtsgeleerde. Sinds 2007 is hij rechter van het Internationale Strafhof.

## Levensloop
Nsereko slaagde in 1968 voor zijn Bachelor of Laws aan de Universiteit van Dar es Salaam in Tanzania en werd in hetzelfde jaar toegelaten tot de advocatuur in Kampala in Oeganda. In 1970 behaalde hij een mastergraad op het gebied van vergelijkende rechtswetenschappen aan de Howard-universiteit en in 1971 een Master of Laws aan de New York-universiteit. Tot 1975 werkte hij als juniorhoogleraar aan de Universiteit van Makerere in Kampala. Tegelijkertijd sloot hij in 1972 zijn studie af op het gebied van internationaal recht aan de Haagsche Academie voor Internationaal Recht en werkte hij vanaf 1973 aan zijn promotie die hij in 1975 voltooide als Doctor of Juridical Science aan de School of Law van de New York-universiteit.
Van 1975 tot 1978 was hij privaatdocent in de rechten aan de Makerere-universiteit en aansluitend tot 1982 advocaat. In 1983 werd hij Social Affairs Officer bij het Centre for Development and Humanitarian Affairs van de Verenigde Naties in New York. Verder was hij van 1983 tot 1984 vakdeskundig consultant voor de Crime Prevention and Criminal Justice-afdeling van het VN-centrum CSDHA.
Nsereko maakte in 1984 de overstap naar de Universiteit van Botswana in Gaborone. Hier was hij privaatdocent tot hij in 1992 werd benoemd tot buitengewoon en in 1996 tot gewoon hoogleraar. Verder was hij van 1993 tot 1994 gasthoogleraar aan de juridische faculteit van de Universiteit van Brits-Columbia. Daarnaast was hij christelijk ouderling en directeur voor de christelijke opvoeding van de gemeente van Zevendedagsadventisten in Gaborone.
In de periode van 2007 tot 2011 was Nsereko rechter van het Internationale Strafhof in Den Haag.

## Werk (selectie)
- 2004: Legal Ethics in Botswana: Cases and Materials, met Kholisani Solo, Universiteit van Botswana, Gaborone, ISBN 99912-949-5-3
- 2002: Constitutional law in Botswana. Pula Press, Gaborone, ISBN 99912-61-97-4
- 2002: Criminal Procedure in Botswana: Cases and Materials, 3e druk, Pula Press, Gaborone, ISBN 99912-61-61-3
- 1993: English-Luganda Law Dictionary, Universiteit van Botswana, ISBN 99912-0-082-7